# Gösta Ydström
Johan Gustaf (Gösta) Emil Ydström, född 21 november 1861 i Burseryd, Jönköpings län, död 25 oktober 1952 i Moheda, Kronobergs län, var en svensk präst, författare och målare. 
Han var son till kyrkoherden Johan Emil Ydström och Hildegard Emilia Moberg och från 1892 gift med Sigrid Alfhilda Carolina Bergdahl. Ydström bedrev sina akademiska studier i Uppsala och tjänstgjorde nästan hela sin tid som komminister i Ör i Växjö stift samt som regementspastor vid Kronobergs regemente. Vid sidan av sitt arbete var han en produktiv författare både i bunden och obunden form samt målare. Till hans personliga vänner räknades Bruno Liljefors som uppmuntrade honom i hans måleri. Separat ställde han ut i Växjö och han medverkade vid konstutställningarna i Nässjö 1922 och Jönköping 1928. Hans konst består av landskapsmålningar med djurstaffage i Liljefors anda. 